# دانکار (بوتان)
دانکار (به لاتین: Donkar) یک منطقهٔ مسکونی در بوتان (کشور) است که در Lhuntse District واقع شده‌است.